# Plebicula ferdinandi
Plebicula ferdinandi är en fjärilsart som beskrevs av De Sagarra 1927. Plebicula ferdinandi ingår i släktet Plebicula och familjen juvelvingar. Inga underarter finns listade i Catalogue of Life.